# قائمة جزر النرويج
هذه قائمة جزر النرويج مرتبة حسب الاسم وليس الأبجدية.
للحصول على قائمة مرتبة حسب المنطقة، انظر قائمة جزر النرويج حسب المنطقة.

## أ

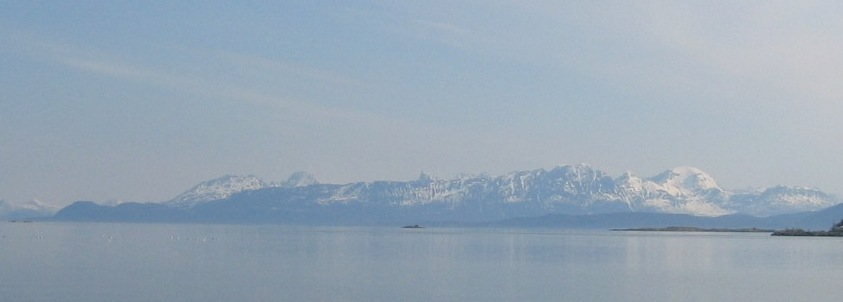
أندوريا ، ينظر إليها من هارستاد

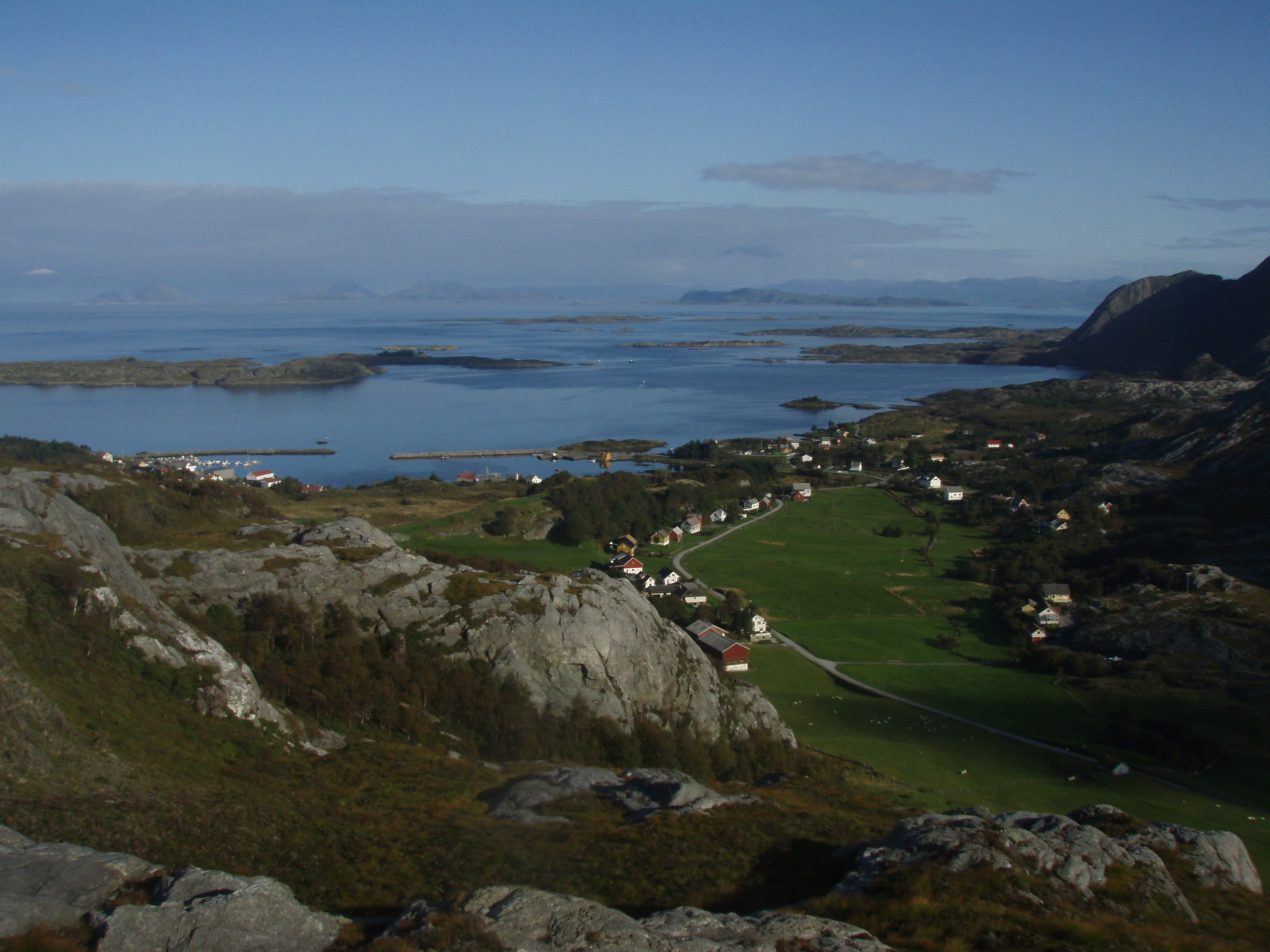
ألتوينا

- ألدن
- ألدرا
- ألجروي
- ألستا
- ألترا
- أندا
- أندابيلويا
- أندورجا
- أندويا، فيستيريلين
- أندويا، أغدر
- أرنوى، سالتين
- أرنويا
- ارويا
- أسكيرويا
- اسكروفا
- اسأل
- اسبوي
- اسبويا
- ألتوي
- أوسترا
- أوستفاغويا
- آفيرويا
- أزيرو
- أوديرويا
- أوكسينويا
- أوكسوي
- أومبو
- أونا
- أونوي
- أورتا، مور أوغ رومسدال
- أوستيروي
- أوترويا
- أوتيرويا
- أورويا
- أوكسنينغا
- أوستر بولين
- أوموي
- أومويا
- أسفير

## ب

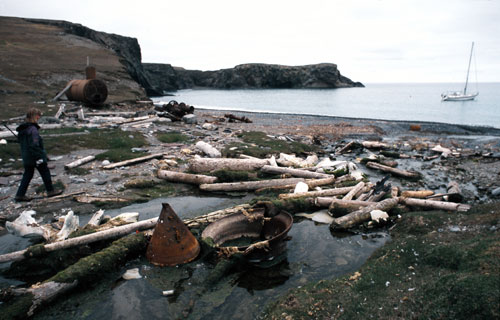
بقايا من محطة صيد الحيتان في كفالروسبوكتا، بير آيلاند

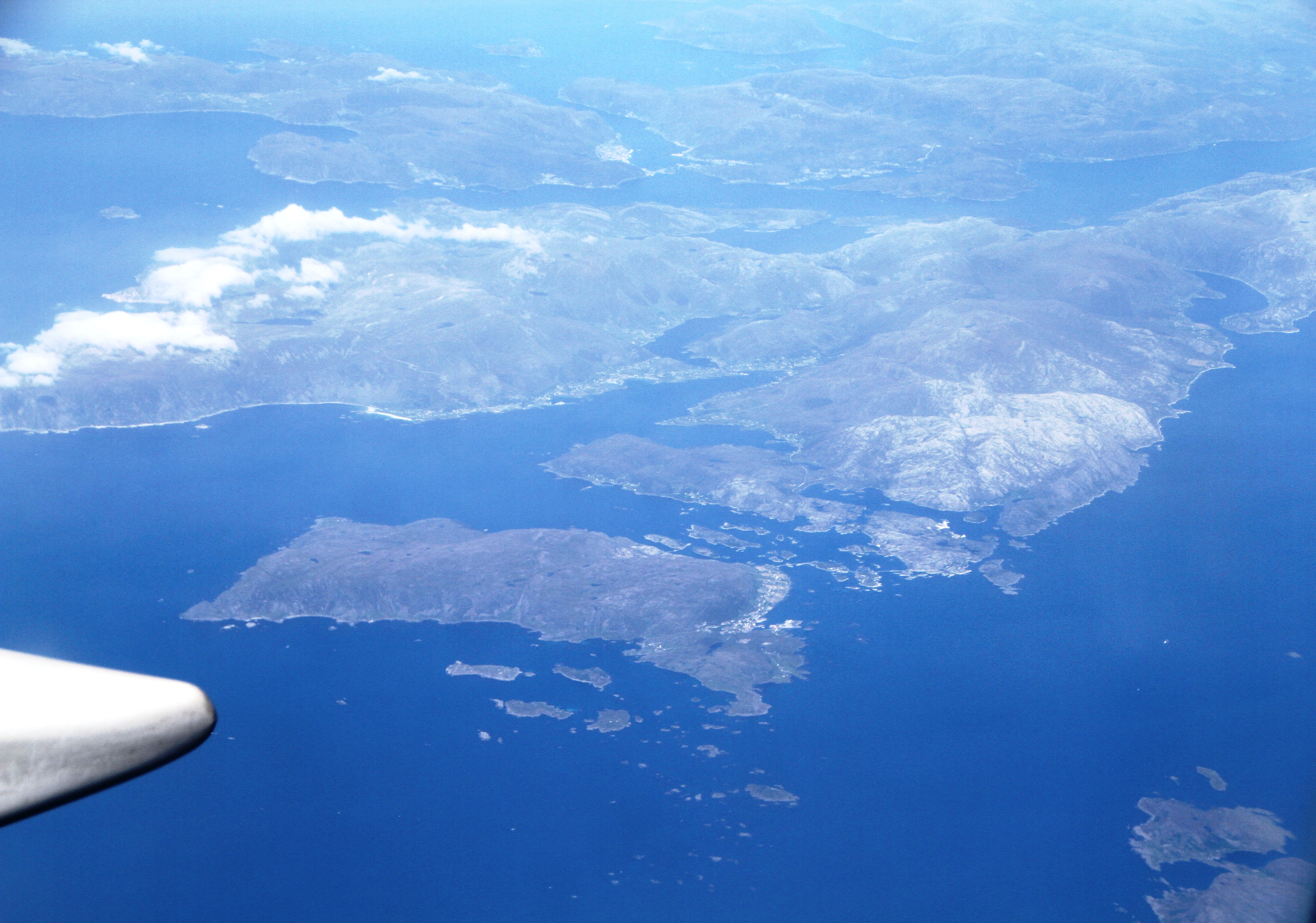
منظر جوي لمدينة بيرمانغارلاند ، مع فرويا في المقدمة و فاغسوي في الخلفية

- بارمين
- بارمويا
- بارويا
- جزيرة بير (بيورنويا)
- بيرغسويا، جيمنس
- بيرغسويا، هيروي
- بيسبويان
- بجاركويا
- بجوروي
- بيورنويا
- بيورويا
- بليكسويا
- بلوموي
- بوكن
- بولغا
- بولسويا
- بورجان
- بورويا، تفيدستران
- بوفيتويا
- براجدويا
- براتورا
- بريمانغيرلاند
- بروتويا
- برو
- بولانديت
- بوملو
- بورويا
- بريستماسويا
- بيسن

## د

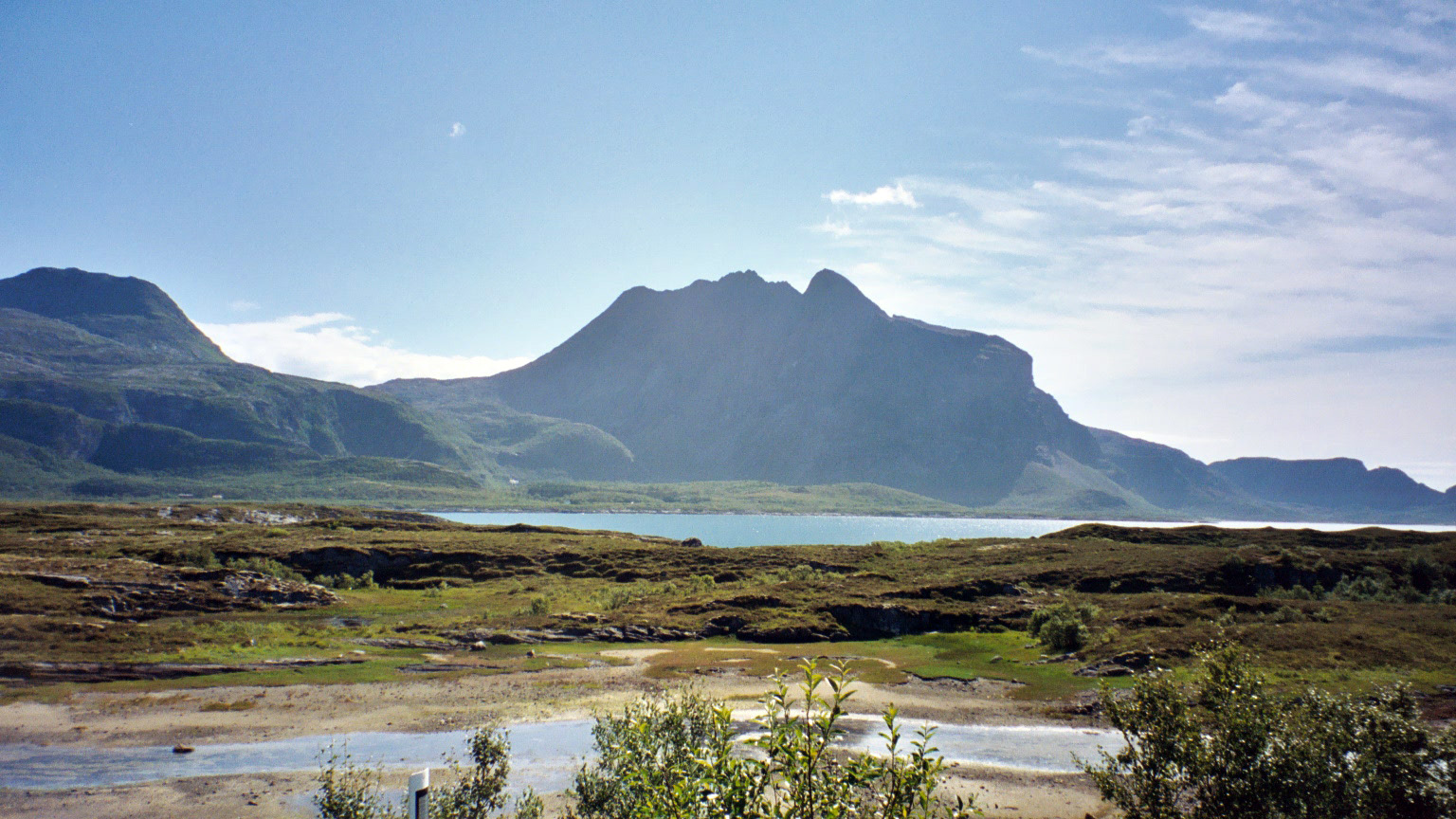
إطلالة على دونا

- ديمنويا
- دولمويا
- درينا
- دفيرغسويا
- ديرويا ، ترومسو
- ديرويا، أوكسنيس
- دونا

## إ
- إيدويا
- إيكا، مور أو رومسدال
- إلينغسويا
- إلفالانديت
- إنجيلويا
- إيرتفاغسويا
- إدسال
- إدسي
- إغيرويا
- إنجويا
- إينلاند

## ف

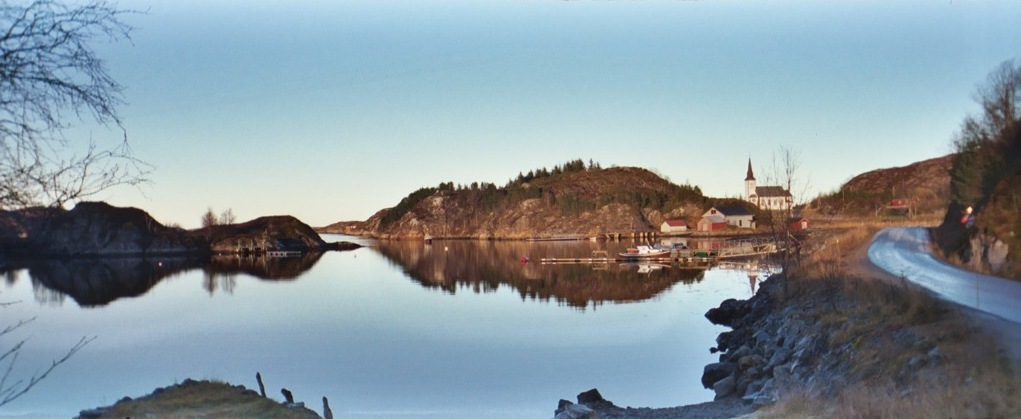
كنيسة نوربوت في فيلفرسويا

- فنويا
- فيدج
- فووي
- فينوي
- فينويا، مور أو رومسدال
- فيلفرسويا
- فيولوي
- فيورتفوت
- فلاكستادوي
- فلاتوي
- فلينا
- فليكيروي
- فليمسويا
- فلوستاويا
- فلافير
- فوغن
- فوسني
- فري
- فروان
- فرويا (ترونديلاغ)
- فريا ، بريمانجر
- فوغلويا، غيلدسكال
- فوغلويا، ترومسو
- فيكنا الداخلية
- فادسويا
- فاندفي
- فانا ، وتُعرف فانويا
- فالديرويا
- فارالدسوي
- فاردويا
- فيجا
- فيدهولمن
- فينجسويا
- فيستيرويا
- فيستفاغويا
- فيويا
- فيجرا
- فيلا
- فوكسا
- فورتيريا
- فيرلانديت
- فايروي
- فاغسوي

## غ

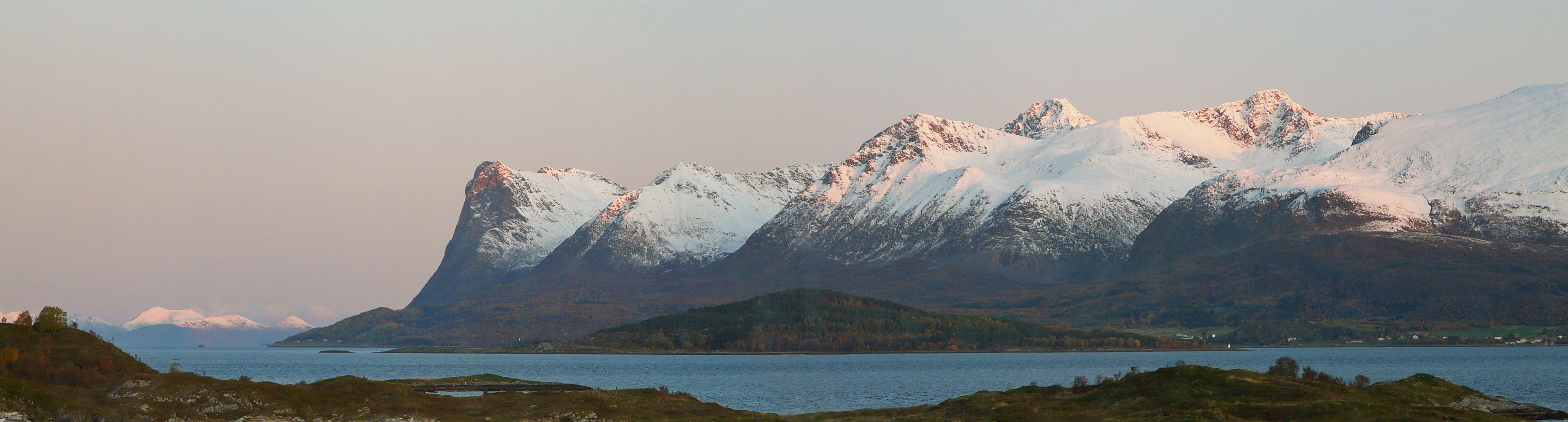
غريتويا، ينظر إليها من هينويا

- غابويا
- غارتن
- غيمسويا
- غيسك
- غيسلوي
- غيردويا
- غيردينجا
- غيسفيرستابن
- غودويا
- غوسا
- غريب
- غريسفاغويا
- غريتويا
- غروتوي
- غورسكويا

## هـ

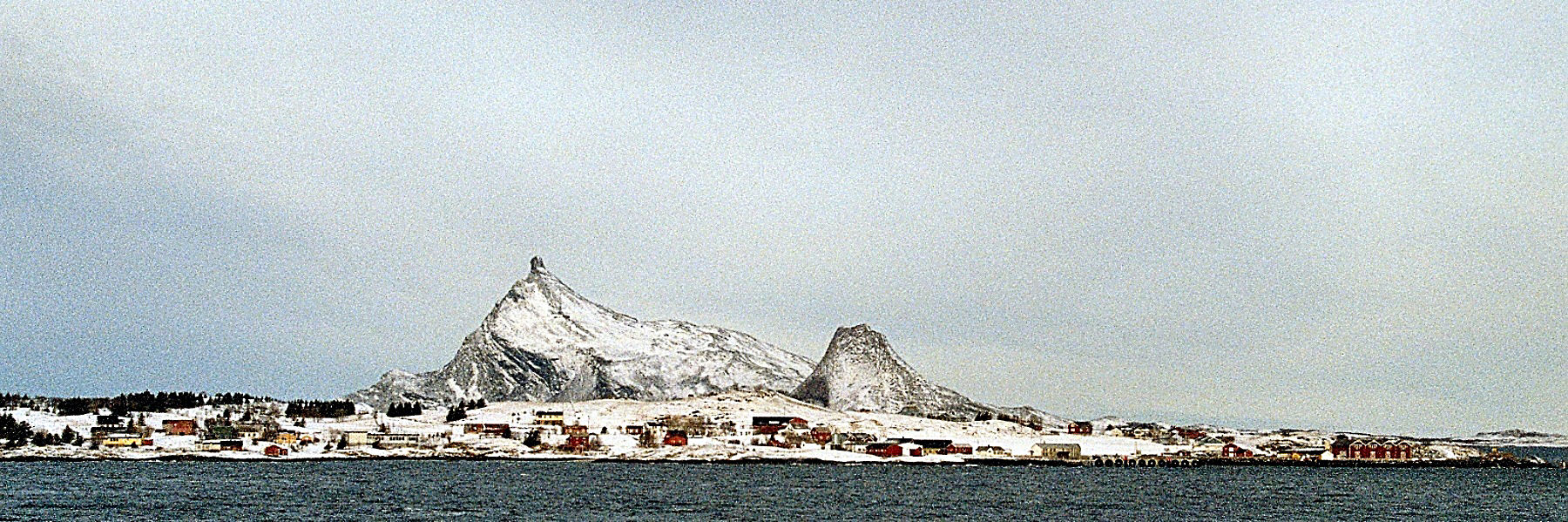
هيستمونا

- هاجا
- هاكويا
- هادسيلويا
- هافسلوندسوي
- هالسنوي
- هالسنويا
- هاندنسويا
- هارامسويا
- هريدلاند
- هارويا
- هافويا
- هيلغبوستادويا
- هيلجويا، هيدمارك
- هيلجويا، ترومسو
- هيسا
- هيمنسجيلا
- هينغ
- هيستمونا
- هيدرا
- هيل، أغدر
- هيل
- هيليسويا
- هينويا
- هيساروي
- هيسويا
- هيترا
- هيلمسويا
- هودويا
- هولسنوي
- هورنويا
- هوفدن
- هفتاروي
- هوجلا
- هوغلو
- هلويا
- هوملا
- هوسيفاغوي
- هوسويا
- هاغا
- هاكويا

## ج
- جان ماين
- جومفرولاند
- جوستوي
- جوا

## ك

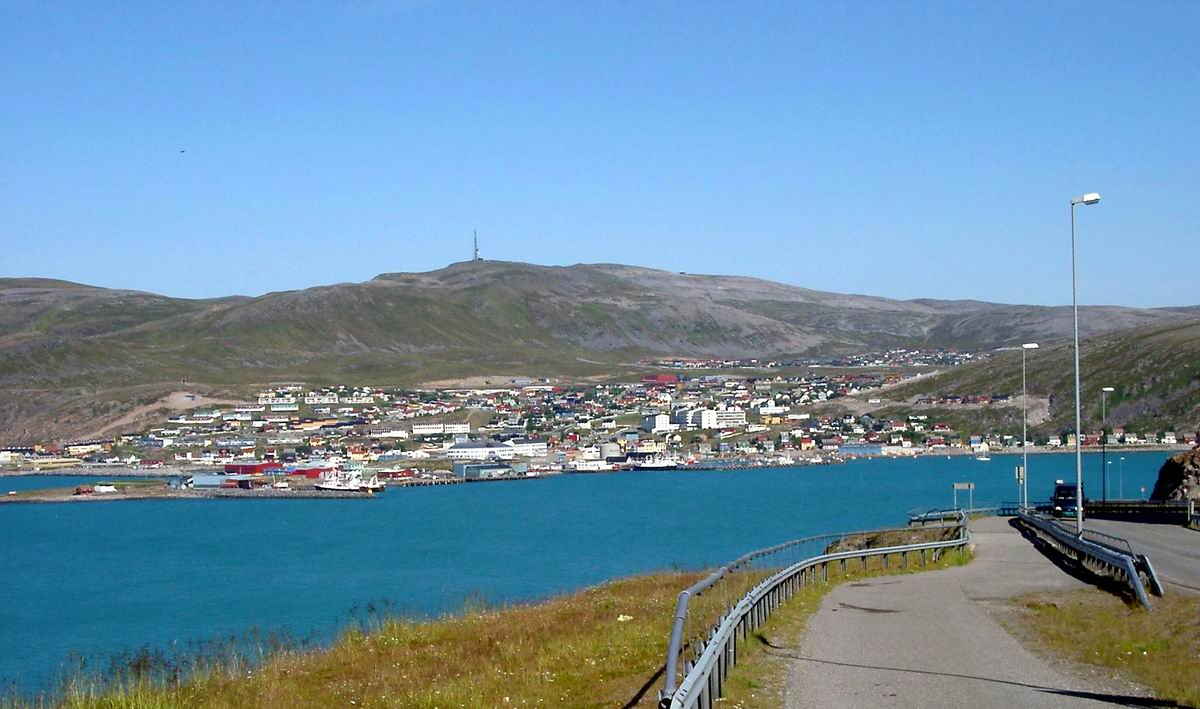
هامرفست، أكبر مستوطنة والمدينة الوحيدة في كفالويا، فينمارك

- كارلسوي، سوندري أوغ نوردري
- كارلسويا، ترومسو
- كرموي
- كيركيلانت
- كيركوي
- كين
- كيوتا
- كلوستيروي
- كنابلوندسويا
- كراكفاغ
- كونا
- كفالويا، ترومسو
- كفالويا، فينمارك
- كفامسو
- كفامسويا
- كفيويا
- كفيتسوي
- كاجن

## ل

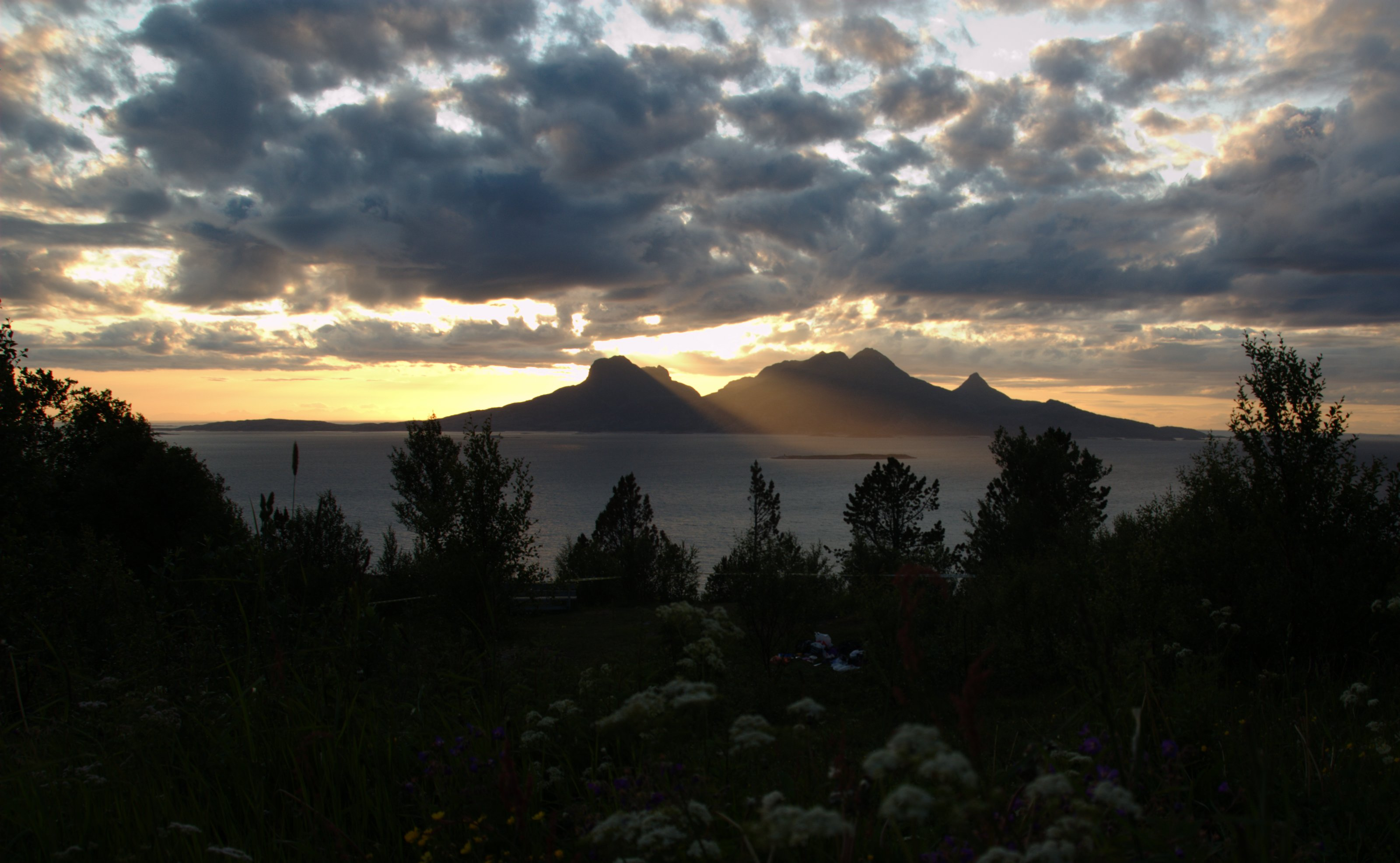
لاندغود

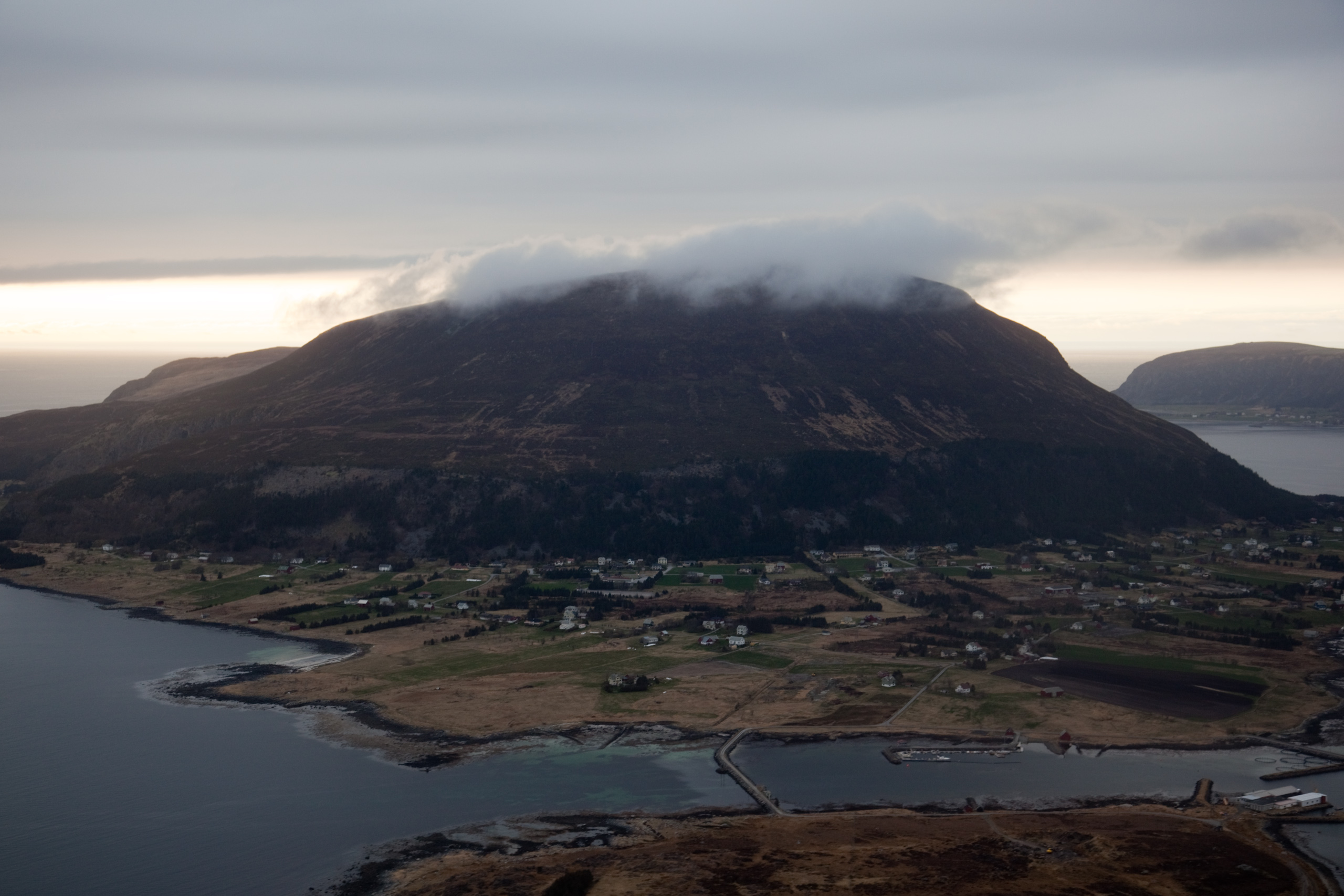
ليبسويا

- لاندغود
- لانغويا, فيستيرالن
- لانغويا, أوكسنس
- لاوكويا
- لاوفويا, فلاتانغر
- لاوفويا, فيكنا
- لاوفويا, آفيورد
- ليكا
- ليكسا
- لينويا
- ليبسويا
- ليلي إيكيروي
- ليلي كامويا, هامرفيست
- ليلي كامويا, نوردكاب
- لينسويا
- ليتلمولا
- لوبا
- لوفوند
- لوندويا
- لورويا
- لوكتا

## م

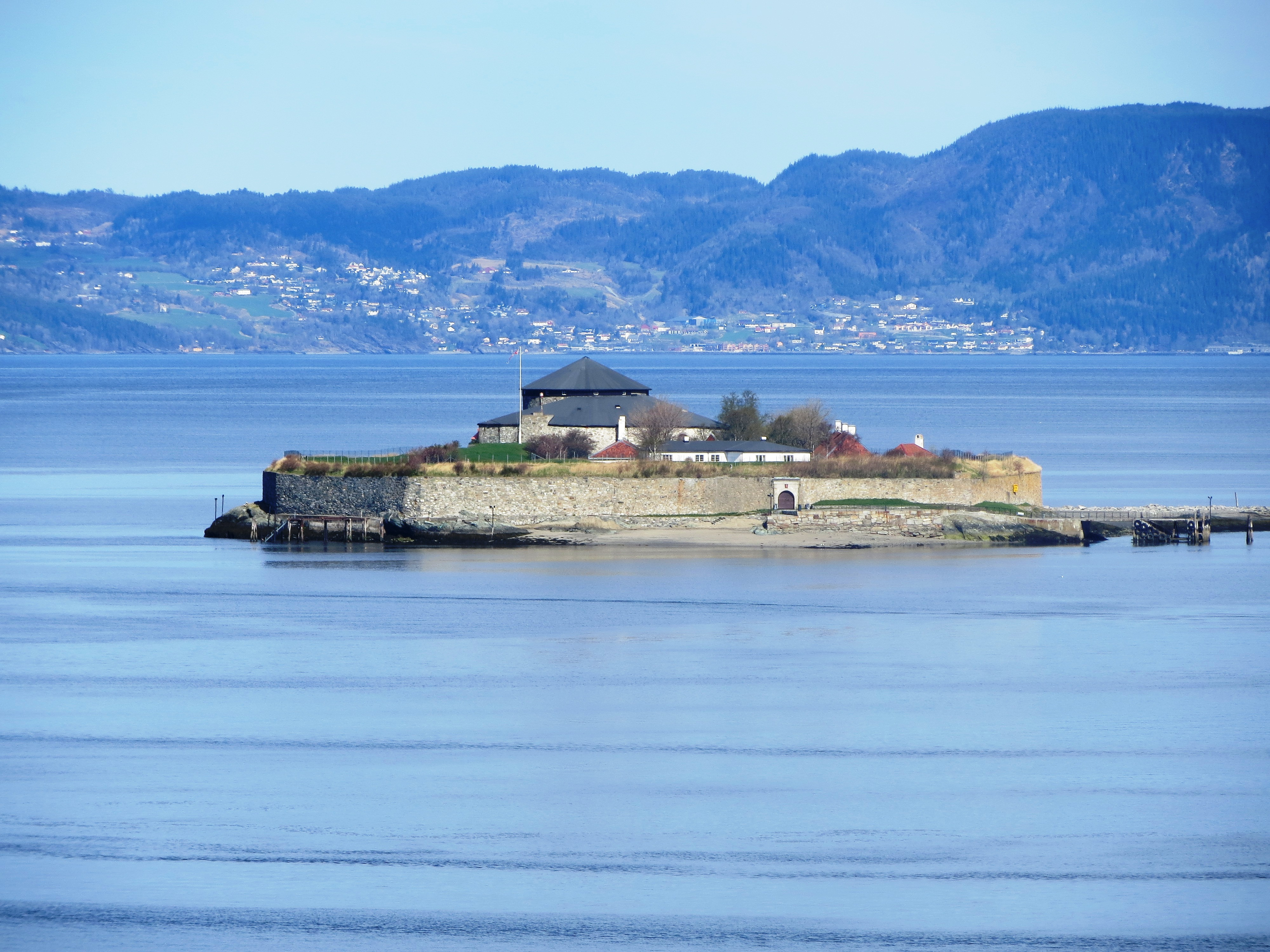
مونكولمين

- ماجيرويا
- ملكويا
- ميلوم-فيكنا
- ميلويا
- ميردو
- ميسويا
- ميا / ميدويا
- ميندلاندت
- مجومنا
- موسكين
- موسكينسويا
- موستيروي
- مونكولمين
- ميكن
- ماسويا

## ن

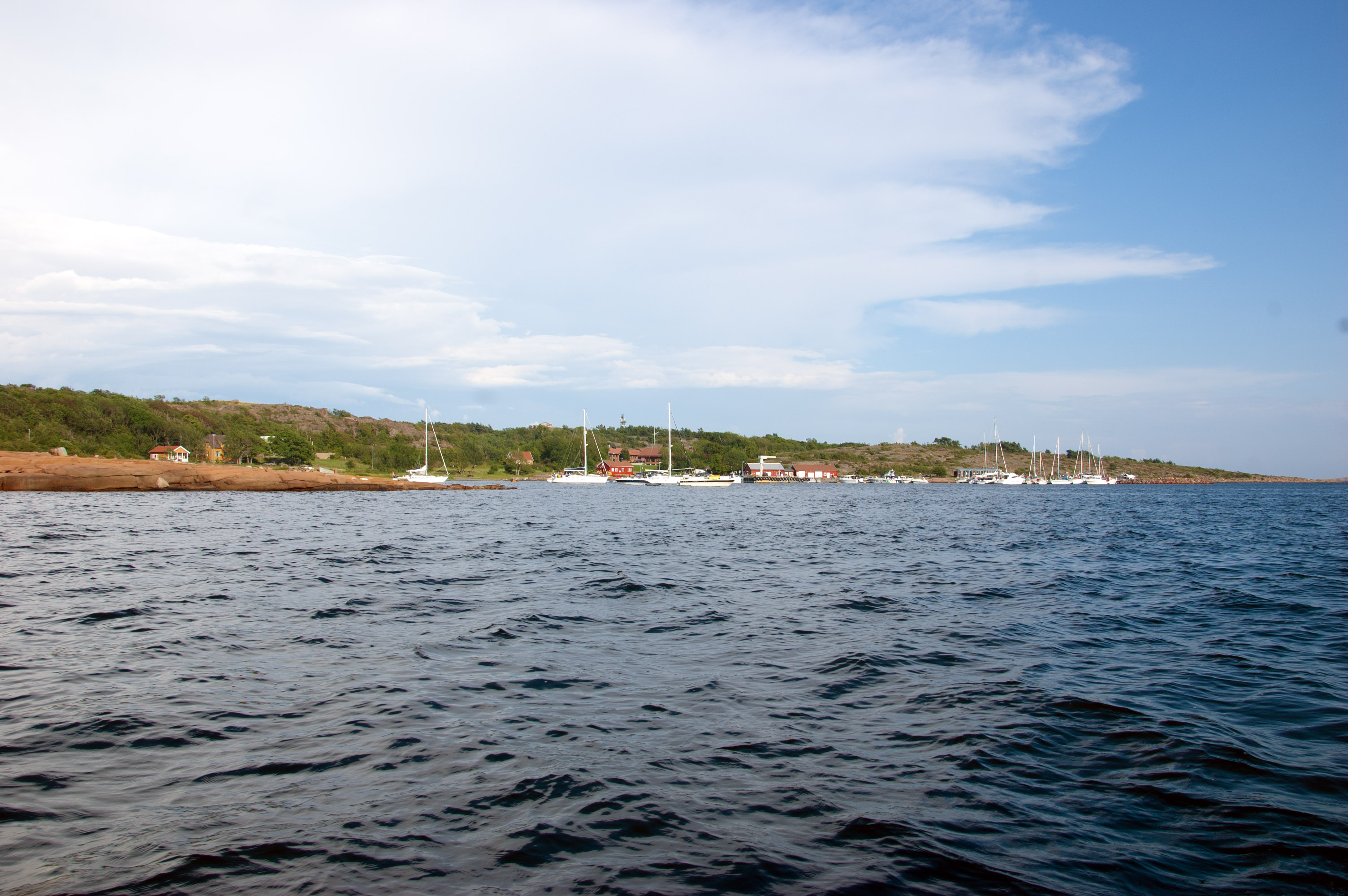
أوسترو بولارين، أقصى شرق جزر بولارين الثلاث في نوتيروي، فيستفولد، النرويج

- نيرلاندسويا
- نيسويا، آكيرشوس
- نيسويا، نوردلاند
- نوردلانديت
- نوردكفالويا
- نيرويا
- نورفويا
- نوتيروي

## ر
- راندوي
- رانغسوندويا
- ريبينيسوي
- رينويا، ترومسو
- رينويا، فاردو
- ريكستا
- ريكستيرن
- رمويا
- رينيسوي
- رينغفاسوي
- رولا
- رولفسويا
- روفسوي
- روتويا
- روند
- رؤيا
- رايك يسي
- رودويا، آلستاهاوغ
- رودويا ، رودوي
- روست
- روفير

## س

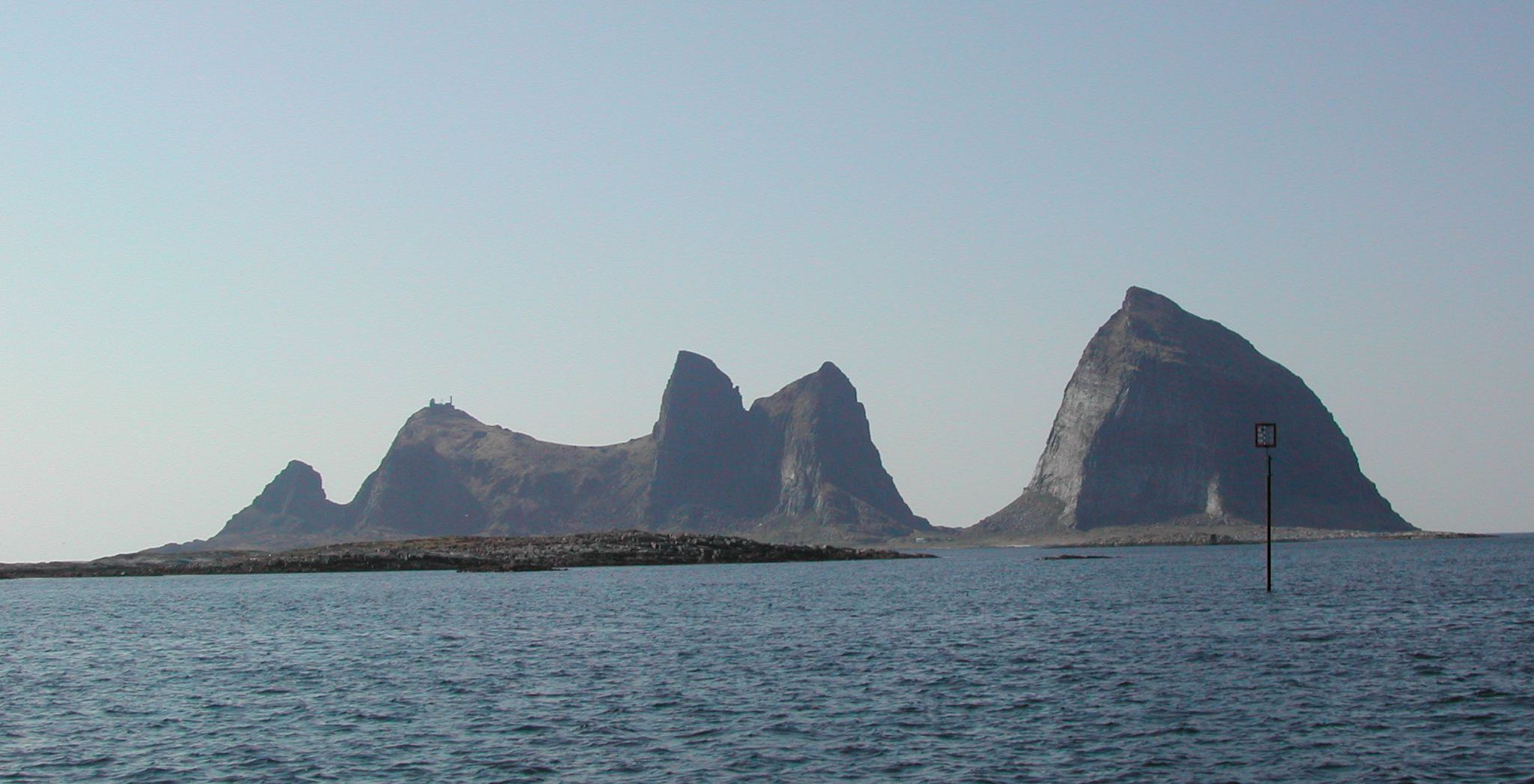
سانا

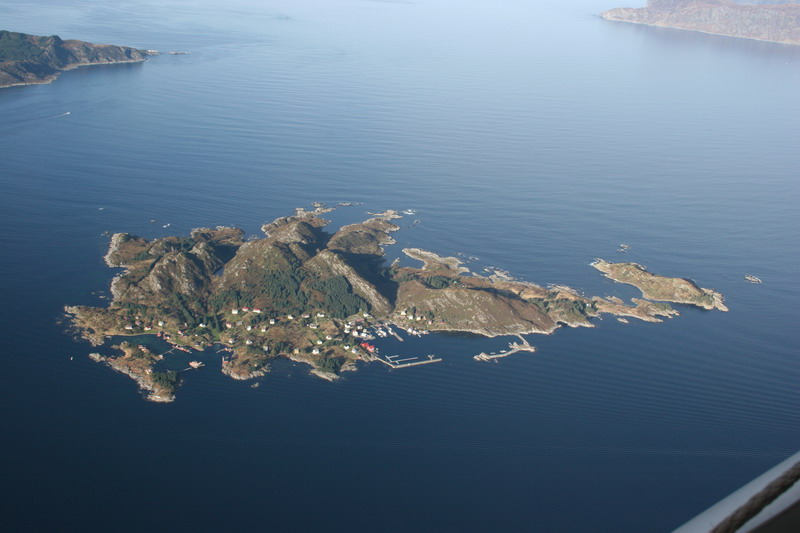
سيلدا، إطلالة إليها من الشرق

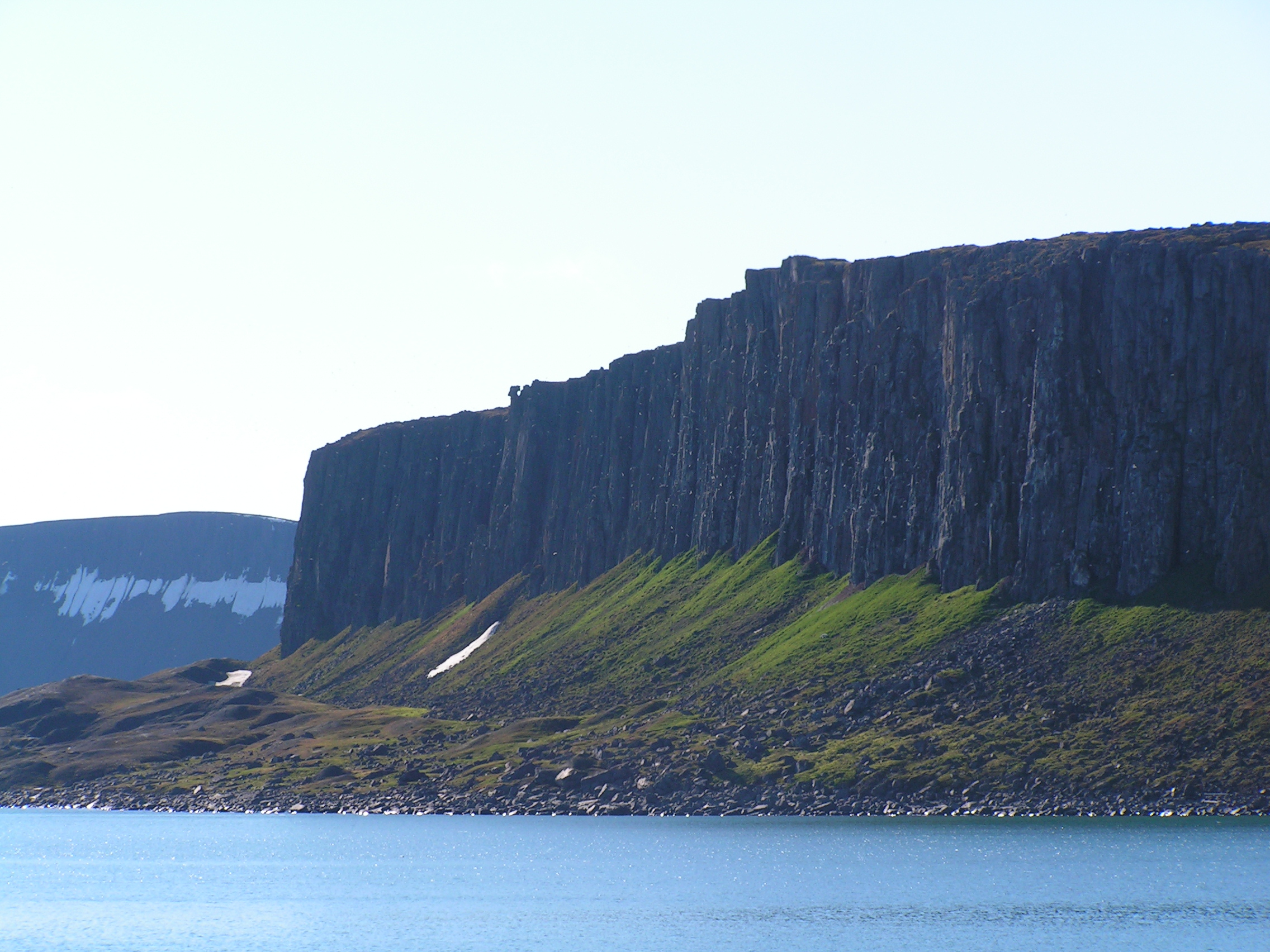
خليج دورست في بارنتسويا

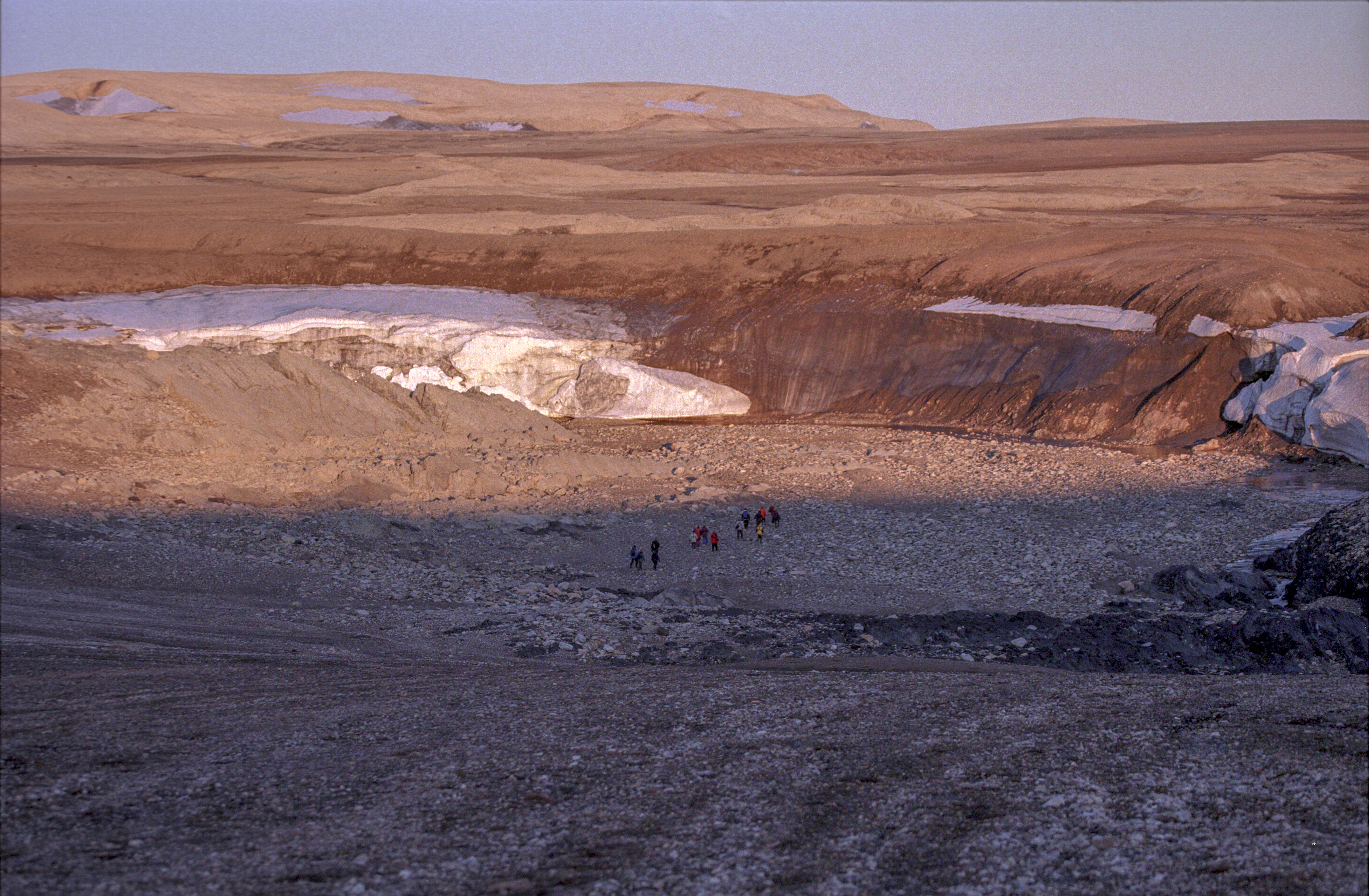
نورأوستلانده هي صحراء القطب الشمالي

- ساندهورنويا
- ساندويا، مور أوغ رومسدال
- ساندسويا، مور أوغ رومسدال
- ساندسو، ترومسو
- ساندويا، أغدر
- سانا
- سيلاند
- سيكن
- سيلفير
- سيلوي
- سنجا
- سيسويا
- سيلدا، فينمارك
- سيلدا، كين
- سغيرنارويان
- سكاردسويا
- سكارسويا
- سغيرفويا (ترومس)
- سغيرفويا (تروندلاغ)
- سكيروني
- سكلينا
- سكوغورويا
- سكوغسوي
- سكوغسويا
- سكوربا، مور أو رومسدال
- سكوربا، كين
- سكوربا، ترومس
- سكروفا
- سكالفر
- سمولا
- سوكن
- سوسكجل
- سور هيدل
- سوترا
- ستابن (جزيرة)
- ستابلاند
- ستافوينا
- ستجيرنويا
- ستوكويا
- ستورد
- ستور سومارويا
- ستورمولا
- ستور كامويا، هامرفست
- ستور كامويا، نوردكاب
- ستور تاموسي
- ستورفوسنا
- ستراومويا
- سولا، سولوند
- سولا، سونمور
- سولا، تروندلاغ
- سوندوي (جزيرة)

- أرخبيل سفالبارد
  - بارينتسويا
  - إيدجويا
  - هوبين
  - كونغ كارلس لاند
    - جزيرة أبيل
    - جزيرة هيلغولاند
    - Kongsøya
    - Svenskøya
    - تيربيتزويا

  - كفيتويا

- نورأوستلانده
- برينز كارلس فورلاند
- سبيتسبرغن
- جزيرة فيلهلم

- سفانويا
- سفيلينجين
- سفينور
- سورنويا
- سورويا

## ت

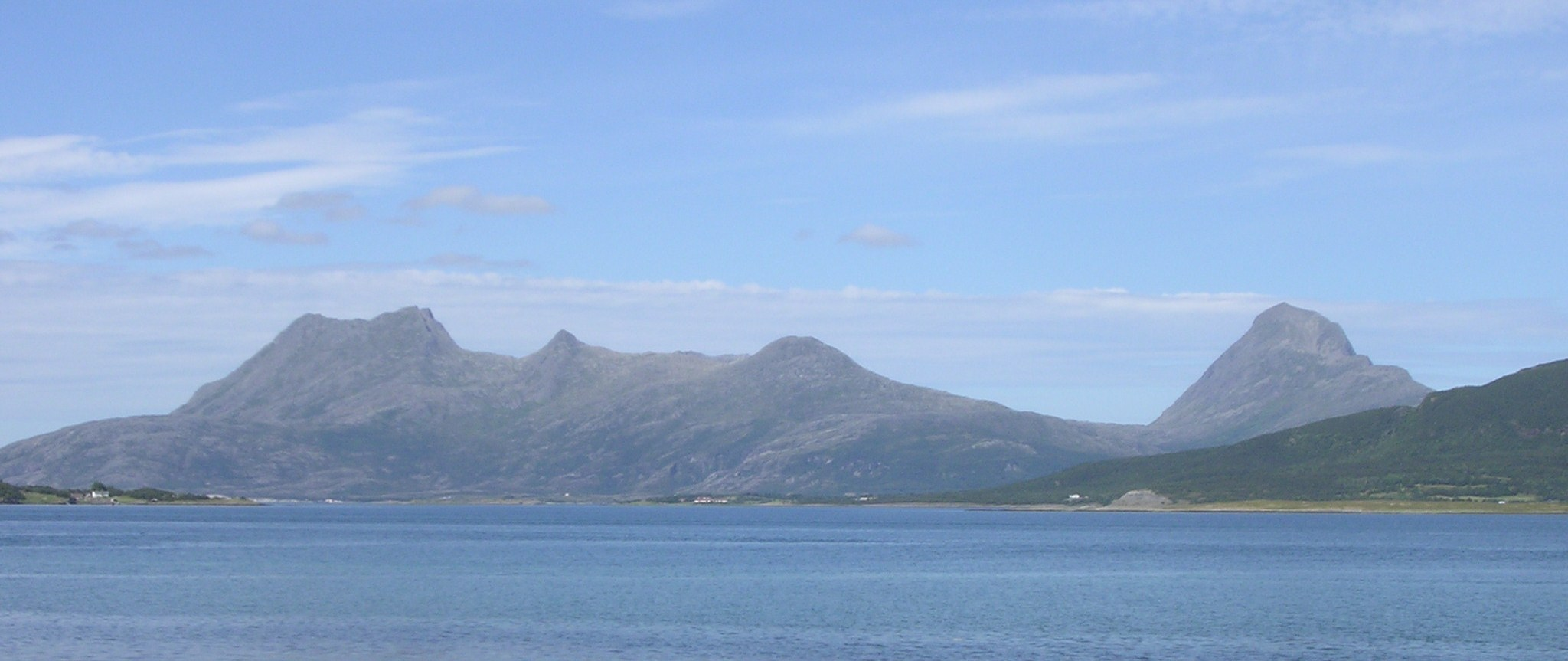
توما ينظر إليها من الشرق

- تالججي
- تارفا
- توترا
- تيرويا
- تندسويا
- تغيلدويا
- تجونا
- تجومي
- تجوتا
- توفتوي
- توما
- تورجيت
- ترومسو
- ترومويا
- ترانا
- توسويا
- توستنا
- تفيردالسويا
- تيسنيسوي
- تيسوي
- تورلا

## ي
- يولفويا
- يولويا
- يوتويا
- يوتسيرا
- يلفينغن
- يتيرويا
- يتر- فيكنا